# Elenco degli angeli in teologia
Questo è l'elenco di angeli in teologia, astrologia e magia, inclusi sia angeli specifici (ad esempio Gabriele) che tipi di angeli (ad esempio serafini).

## Introduzione: le Gerarchie Angeliche
Tra le tre religioni Abramitiche solo quelle Cristiane e Ebree hanno una gerarchia degli angeli mentre in quella islamica è chiaro che esiste un ordine o una gerarchia ma non viene mai illustrata nel corano.

## Religioni abramitiche

### Ebraismo
- Articolo principale: gerarchia angelica nel giudaismo

La gerarchia angelica ebraica è stabilita nella Bibbia ebraica, nel Talmud o nei libri Apocrifi come il Libro di Enoch nella letteratura rabbinica e nella liturgia ebraica tradizionale. Sono classificati in diverse gerarchie proposte da vari teologi. Ad esempio, Maimonide, nella sua Mishneh Torah o Yad ha-Chazakah: Yesodei ha-Torah, conta dieci schiere di angeli.
| Grado | Classe Angelica  | Note                            |
| ----- | ---------------- | ------------------------------- |
| 1     | Chayot Ha Kodesh | Guarda Ezekiele 1 e Ezekiele 10 |
| 2     | Ophanim          | Guarda Ezekiele 1 e Ezekiele 10 |
| 3     | Erelim           | Vedi Isaiah 33:7                |
| 4     | Hashmallim       | Vedi Ezekiel 1:4                |
| 5     | Seraphim         | Vedi Isaiah 6                   |
| 6     | Malakim          | Messaggero, angelo              |
| 7     | Elohim           | "Esseri divini"                 |
| 8     | Bene Elohim      | "Figli di Dio"                  |
| 9     | Cherubim         | See Hagigah 13b                 |
| 10    | Ishim            |                                 |

### Cristianesimo
- Articolo principale: gli angeli nel cristianesimo[1]

La gerarchia angelica cattolica più influente fu quella proposta dallo Pseudo-Dionigi l'Areopagita nel V o VI secolo nel suo libro De Coelesti Hierarchia (Sulla gerarchia celeste). Dionisio descrisse nove livelli di esseri spirituali che raggruppò in tre ordini: 
- Ordini più alti
Serafino
Cherubini
Troni
- Ordini medi
Domini
Virtù
Poteri
- Ordini più bassi
Principati
Arcangeli
Angeli
Nonostante anche la religione cattolica ha escluso i libri apocrifi e gli angeli lì citati[2]

### Islam
Non esiste un'organizzazione gerarchica standard nell'Islam che corrisponda alla divisione cristiana in diversi "cori" o sfere, e l'argomento non è affrontato direttamente nel Corano. Tuttavia, è chiaro che esiste un ordine o gerarchia prestabilito tra gli angeli, definito dai lavori assegnati e dai vari compiti a cui Dio comanda gli angeli. Alcuni studiosi suggeriscono che gli angeli islamici possano essere raggruppati in quattordici categorie, con alcuni degli ordini superiori considerati arcangeli. Qazwini descrive una gerarchia angelica nel suo Aja'ib al-makhluqat con Ruh sulla testa di tutti gli angeli, circondato dai quattro cherubini arcangeli. Sotto di loro ci sono i sette angeli dei sette cieli. 
Fakhr al-Din al-Razi (morto nel 1209) divise gli angeli in otto gruppi, il che mostra una certa somiglianza con l'angelologia cristiana: 
- Hamalat al-'Arsh, coloro che portano l'Arsh (Trono di Dio), paragonabili ai Serafini cristiani.
- Muqarrabun (Cherubini), che circondano il trono di Dio, lodando costantemente Dio (tasbīḥ)
- Arcangeli, come Jibrāʾīl, Mīkhā'īl, Isrāfīl e 'Azrā'īl
- Angeli del cielo, come Riḍwan.
- Angeli dell'Inferno, Mālik e Zabānīya
- Angeli custodi, assegnati agli individui per proteggerli
- Gli angeli che registrano le azioni delle persone
- Angeli incaricati degli affari del mondo, come l'angelo del tuono.

## Elenco[3]
| Nome                                | Nomi alternativi e significati                                                    | Religione                                                                | Tipo                                                                            | Dominio |
| ----------------------------------- | --------------------------------------------------------------------------------- | ------------------------------------------------------------------------ | ------------------------------------------------------------------------------- | --- |
| Abatur                              | Abatur Rama, Abatur Muzania, L'Antico dei Giorni, La Terza Vita, Yawar, Bhaq Ziwa | Mandeismo                                                                | Uthra                                                                           | La pesatura delle anime, padre degli Utra                                                                                            |
| Adathan                             |                                                                                   | Mandeismo                                                                | Uthra                                                                           | Guardiano del "primo fiume", si trova alla Porta della Vita                                                                          |
| Agiel                               | Zazel                                                                             | Cristianesimo, Ebraismo, Islam                                           | Arcangelo, Serafino/Serafino                                                    | Gli Angeli dell'Intelligenza di tutti i tipi, l'Angelo Custode di Saturno                                                            |
| Aglibol                             |                                                                                   | Antica religione cananea                                                 | Angelo del dio Baal Hadad                                                       | "Vitello di Baal"; la luna |
| Amitiel                             |                                                                                   | cristianesimo                                                            | Arcangelo                                                                       | Angelo della verità |
| Ananiel                             |                                                                                   | cristianesimo                                                            | Osservatore                                                                     | Tempesta di Dio, Angelo dell'acqua                                                                                                   |
| Anush                               |                                                                                   | Mandeismo                                                                | Uthra                                                                           | Maestro di Giovanni Battista, taumaturgo a Gerusalemme                                                                               |
| Arakiel                             | Araciel, Arakiba, Araqael, Araqiel, Aretstikapha, Arkas, Arkiel, Arqael, Sarquael | Cristianesimo, Ebraismo                                                  | Osservatore, Arcangelo                                                          | Terra di Dio |
| Arariel                             | Azariel                                                                           | Ebraismo                                                                 |                                                                                 | Angelo dei fiumi, acque della terra                                                                                                  |
| Adriano                             | Advachiel                                                                         | Cristianesimo, Ebraismo                                                  | Angelo custode, Arcangelo                                                       | Il mio aiuto è Dio, del gregge di Dio, Angelo del Sagittario                                                                         |
| Arcangelo (rappresentante del tipo) |                                                                                   | Cristianesimo, Islam, Ebraismo                                           | Arcangelo                                                                       | |
| Apollion                            |                                                                                   | Talmud, ebraismo, cristianesimo, islam                                   | Troni, Osservatore                                                              | Angelo dell'abisso, Arcangelo anziano                                                                                                |
| Ariel                               |                                                                                   | Cristianesimo, Ebraismo                                                  | Arcangelo                                                                       | Leonessa di Dio, Angelo degli elementi della natura                                                                                  |
| Armaros                             | Armoni, Armoniele                                                                 | Cristianesimo, Ebraismo                                                  | Osservatore                                                                     | Angelo dell'inganno |
| Artiya'il                           |                                                                                   | Islam                                                                    |                                                                                 | Rimuove il dolore, la tristezza e l'ansia umani                                                                                      |
| Asbeel                              |                                                                                   | cristianesimo                                                            | Angelo caduto, Osservatore                                                      | Angelo della distruzione |
| Azazel                              |                                                                                   | Cristianesimo, Islam, Ebraismo, Yazdânismo                               | Arcangelo, Cherubini caduti                                                     | Maestro (per gli umani: di arti malvagie), capo di un gruppo di angeli, ribellione all'Arcangelo                                     |
| Azrael                              |                                                                                   | Islam, Ebraismo, Cristianesimo                                           | Arcangelo, Angelo della Morte                                                   | Morte/punizione |
| Barachiel                           |                                                                                   | Cristianesimo, Ebraismo                                                  | Arcangelo, capo degli angeli custodi                                            | Fulmine/Angeli custodi |
| Barbiel                             | Barbuel, Barubiel                                                                 | Cristianesimo, Ebraismo                                                  | Arcangelo, capo dell'Angelo Caduto                                              | Temporale/fulmine |
| Baraqiel                            | Baraqel, Baraqijal                                                                | Cristianesimo, Ebraismo                                                  | Osservatore, Arcangelo                                                          | Temporale/fulmine |
| Bene Elohim (tipo)                  |                                                                                   | Cristianesimo, Ebraismo                                                  | "Figli di Dio" (tipo)                                                           | |
| Beburos                             |                                                                                   | Cristianesimo, Ebraismo, Islam                                           | Arcangelo                                                                       | Domini Angelo della fine della Terra                                                                                                 |
| Bezaliel                            |                                                                                   | Cristianesimo, Ebraismo                                                  | Osservatore                                                                     | |
| Bihram Rabba                        |                                                                                   | Mandeismo                                                                | Uthra                                                                           | Presiede la masbuta, ovvero il rito del battesimo                                                                                    |
| Camael                              | Cammello, Camiel, Camniel, Kamael, Kemuel, Khamael                                | Cristianesimo, Ebraismo                                                  | Arcangelo, capo delle Potenze, uno dei Domini                                   | Forza, coraggio, compassione |
| Cambial                             | Cafziel, Cafzyel, Cafziel                                                         | Cristianesimo, ebraismo, cristianesimo ortodosso                         | Arcangelo, uno del Principato                                                   | Trasformazione, Metafisica e un Angelo custode con un osservatore di nome Tamiel                                                     |
| Cassiel                             | Cassael, Casziel, Kasiel                                                          | Cristianesimo, Islam, Ebraismo                                           | Arcangelo                                                                       | Solitudine, lacrime |
| Calchidri (tipo)                    | Kalkydra                                                                          | Cristianesimo, Ebraismo                                                  | (tipo)                                                                          | Portatori del calore del Sole |
| Chamuel                             | Qafsiel, Qaphsiel, Qaspiel, Qephetzial, Quaphsiel                                 | Cristianesimo ortodosso, Islam, Cristianesimo                            | Arcangelo                                                                       | Serenità e devozione |
| Chazaqiel                           |                                                                                   | Cristianesimo, Ebraismo                                                  | Osservatore                                                                     | |
| Cherubino (tipo)                    | Cherubini                                                                         | Cristianesimo, Islam, Ebraismo                                           | (tipo)                                                                          | |
| Daniele                             |                                                                                   | Cristianesimo, Ebraismo                                                  | Osservatore                                                                     | |
| Daveithai                           |                                                                                   | Sethianesimo                                                             | Luminare                                                                        | |
| Domini (tipologia)                  | Kyriotetes                                                                        | Cristianesimo, Ebraismo                                                  | (tipo)                                                                          | |
| Dumah                               |                                                                                   | Islam, Ebraismo                                                          |                                                                                 | Il silenzio, l'immobilità della morte, i malvagi morti                                                                               |
| Elelet                              |                                                                                   | Sethianesimo                                                             | Luminare                                                                        | |
| Etinsib Ziwa                        |                                                                                   | Mandeismo                                                                | Uthra                                                                           | Inizia la battaglia contro Nbaṭ |
| Eylül K                             |                                                                                   |                                                                          |                                                                                 | Il più bello di tutti |
| Gabriele                            | Jibra'il (arabo)                                                                  | Cristianesimo, Islam, Ebraismo, Yazdânismo                               | Arcangelo, uno dei Serafini/Serafini                                            | Messaggeri, Militari, Leader di tutti gli angeli (nell'Islam), Distruzione (nel giudaismo)                                           |
| Gadreel                             | Gaderel, Gadriel                                                                  | Cristianesimo, Ebraismo                                                  | Cherubini, osservatori                                                          | |
| Gamaliele                           |                                                                                   | Cristianesimo, Ebraismo                                                  | Cherubini, Arcangelo                                                            | Angelo di protezione e forza, Angelo dei Cherubini, "ricompensa di Dio"                                                              |
| Gubran                              | Gubran Uthra                                                                      | Mandeismo                                                                | Uthra                                                                           | Aiuta Nbaṭ a guidare una ribellione contro Yushamin e i suoi 21 figli                                                                |
| Hadarniel                           |                                                                                   | Gnosticismo, ebraismo                                                    |                                                                                 | Guardiano della Seconda Porta Celeste                                                                                                |
| Hahasiah                            |                                                                                   | Cristianesimo, Ebraismo                                                  | Principato                                                                      | |
| Annibale                            |                                                                                   | Antica religione mesopotamica                                            | Angelo del dio Baal Hadad                                                       | "Grazia di Baal" o "Baal è misericordioso"                                                                                           |
| Hamaliel                            |                                                                                   | Cristianesimo, Ebraismo                                                  | Arcangelo, leader delle Potenze insieme all'Arcangelo Gabriele come subordinato | Angelo della nascita, della famiglia e del raccolto                                                                                  |
| Haniel                              | Anael, Aniel, Hanael                                                              | Cristianesimo, Ebraismo                                                  | Arcangelo, capo dei Principati insieme all'Arcangelo Netzach                    | Il Sephirah Netzach |
| Harmozel                            |                                                                                   | Sethianesimo                                                             | Luminare                                                                        | |
| Harut                               |                                                                                   | Islam                                                                    | Angelo                                                                          | Stregoneria |
| Hasmal                              |                                                                                   | Cristianesimo, Ebraismo                                                  | Domini                                                                          | |
| Hamalat al-Arsh                     |                                                                                   | Islam                                                                    |                                                                                 | |
| Hibil Ziwa                          | Yawar Hibil                                                                       | Mandeismo                                                                | Uthra                                                                           | Conquista il mondo delle tenebre |
| Hofniel                             |                                                                                   | Ebraismo                                                                 | Arcangelo                                                                       | |
| Hutriel                             |                                                                                   | Cristianesimo, Ebraismo                                                  | Angelo della punizione                                                          | "Verga di Dio" |
| Imamiah                             |                                                                                   | Cristianesimo, Ebraismo                                                  | Principato                                                                      | |
| Ieshim                              |                                                                                   | Islam, Ebraismo, Cristianesimo                                           | Angelo di Dio, Angelo caduto                                                    | |
| Israfil                             | Israfel, Raffaello (spesso associato)                                             | Islam                                                                    | Arcangelo                                                                       | Segnala l'inizio del Giorno del Giudizio suonando tre volte il corno                                                                 |
| Jegudiel                            | Jehudiel, Jhudiel                                                                 | cristianesimo                                                            | Arcangelo                                                                       | Responsabilità e amore misericordioso                                                                                                |
| Ioel                                | Yahoel                                                                            | Cristianesimo, Ebraismo                                                  | Serafino/Serafino                                                               | Fuoco |
| Jequn                               | Jeqon, Yaqum, Yeqon                                                               | Cristianesimo, Islam, Ebraismo                                           |                                                                                 | |
| Jerahmeel                           | Eremiel                                                                           | Cristianesimo, Ebraismo                                                  | Arcangelo                                                                       | |
| Jophiel                             | Iophiel, Iofiel, Jofiel, Yofiel, Youfiel, Zophiel, Zuriel                         | Cristianesimo, Ebraismo                                                  | Arcangelo                                                                       | Saggezza, comprensione e giudizio |
| Kadkadael                           |                                                                                   | Yazdânismo, Induismo, Islam ortodosso                                    | Arcangelo, Angelo custode                                                       | Uno degli angeli custodi del cielo che seguiva il guardiano                                                                          |
| Kalka'il                            |                                                                                   | Islam                                                                    |                                                                                 | Quinto cielo |
| Kepharel                            |                                                                                   | Ebraismo                                                                 | Arcangelo                                                                       | |
| Kerubiel                            | Cherubiele                                                                        | Ebraismo                                                                 | Cherubino                                                                       | |
| Kiraman Katibin                     |                                                                                   | Islam                                                                    |                                                                                 | Registratori di pensieri, atti e sentimenti umani                                                                                    |
| Kokabiel                            | Kabaiel, Kakabel, Kochab, Kochbiel, Kokbiel, Kokhabiel                            | Cristianesimo, Ebraismo                                                  | Osservatore, angelo caduto                                                      | |
| Kundaliel                           |                                                                                   | Cristianesimo, Ebraismo, Islam                                           | Arcangelo, Troni                                                                | |
| Kushiel                             |                                                                                   | Cristianesimo, Ebraismo                                                  | Angelo della punizione                                                          | "Il rigido di Dio" |
| Lamassu (tipo)                      |                                                                                   | Antica religione mesopotamica                                            | (tipo, ritenuto equivalente ai Cherubini Ebraici)                               | Protezione, costellazioni, divinità femminili                                                                                        |
| Lailah                              | Laylah, Leliel                                                                    | Ebraismo                                                                 |                                                                                 | Notte, Concezione |
| Maalik                              |                                                                                   | Islam                                                                    |                                                                                 | Fuoco infernale |
| Macroprosopo                        | Mach(k)iel                                                                        | Cristianesimo, ebraismo, cristianesimo ortodosso                         | Domini, Angelo custode del sesto cielo                                          | "Dio dalla forma nascosta" |
| Malakbel                            |                                                                                   | Antica religione cananea                                                 | Angelo del dio Baal Hadad                                                       | "Messaggero/Angelo di Baal"; il Sole                                                                                                 |
| Materiale                           |                                                                                   | Antica religione cananea, ebraismo, islam ortodosso, cristiani ortodossi | Serafino, Arcangelo del trono dei sorveglianti                                  | "Angelo della pioggia, portatore di tempesta"                                                                                        |
| Manda d-Hayyi                       | Conoscenza della vita, Yuzaṭaq                                                    | Mandeismo                                                                | Uthra                                                                           | Messaggero di Giovanni Battista, portatore di manda (conoscenza o gnosi) sulla Terra                                                 |
| Marut                               |                                                                                   | Islam                                                                    | Angelo                                                                          | Stregoneria |
| Mastema                             |                                                                                   | Cristianesimo, Ebraismo                                                  | Naphil, angelo                                                                  | Disastri |
| Mebahiah                            |                                                                                   | Cristianesimo, Ebraismo                                                  | Principato                                                                      | |
| Tawûsî Melek                        |                                                                                   | Yazidismo, Yarsanismo                                                    | Arcangelo                                                                       | Signore di questo mondo e leader dell'Eptade                                                                                         |
| Metatron                            |                                                                                   | Islam, Cristianesimo, Ebraismo                                           | Arcangelo, serafino                                                             | Lo Scriba Celeste |
| Michael                             | Mikail (arabo)                                                                    | Cristianesimo, Islam, Ebraismo, Yazdânismo                               | Arcangelo, uno dei serafini                                                     | Il Militare, Angelo della Misericordia (nell'Islam), Generale dell'esercito di Dio; Angelo della Morte (nel cattolicesimo)           |
| Moroni                              |                                                                                   | Movimento dei Santi degli Ultimi Giorni                                  |                                                                                 | Le tavole d'oro, annunciatrici della seconda venuta di Gesù Cristo                                                                   |
| Mu'aqqibat (tipo)                   | Hafaza                                                                            | Islam                                                                    | (tipo)                                                                          | |
| Munkar                              |                                                                                   | Islam                                                                    | Angelo della morte                                                              | La fede dei morti |
| Marfeil                             |                                                                                   | Mandeismo                                                                | Uthra                                                                           | Nominato da Yawar Ziwa a est per vegliare su Ur                                                                                      |
| Muriel                              |                                                                                   | cristianesimo                                                            | Domini                                                                          | Amministrazione, Patrono dei viaggiatori                                                                                             |
| Mitzrael                            |                                                                                   | Cristianesimo, Ebraismo                                                  | Troni, Arcangelo della regione costiera                                         | Riparazione interna, sicurezza, intelligence                                                                                         |
| Nakir                               |                                                                                   | Islam                                                                    | Angelo della morte                                                              | La fede dei morti |
| Nanael                              |                                                                                   | Cristianesimo, Ebraismo                                                  | Principato                                                                      | |
| Natanaele                           |                                                                                   | Enochiano                                                                |                                                                                 | |
| Nbat                                | Nbaṭ Rba, Nbaṭ Ziwa                                                               | Mandeismo                                                                | Uthra                                                                           | Re dell'Aria, primo grande splendore                                                                                                 |
| Netzach                             |                                                                                   | Cristianesimo, Ebraismo                                                  | Leader dei Principati insieme all'Arcangelo Haniel                              | Eternità |
| Nidbai                              |                                                                                   | Mandeismo                                                                | Uthra                                                                           | Spirito guardiano della yardena celeste (fiume) nel Mondo della Luce                                                                 |
| Nithael                             |                                                                                   | Cristianesimo, Ebraismo                                                  | Principato                                                                      | |
| Nsab                                | Nṣab Rba, Nṣab Ziwa                                                               | Mandeismo                                                                | Uthra                                                                           | Figlio di Yushamin ; ammonisce suo padre Yushamin per la sua ribellione                                                              |
| Nuriel                              |                                                                                   | Ebraismo                                                                 |                                                                                 | Grandinate |
| Ofaniel                             | Ofaniel                                                                           | Cristianesimo, Ebraismo                                                  | Cherubini; a volte elencato come uno dei Troni                                  | |
| Oroiael                             |                                                                                   | Sethianesimo                                                             | Luminare                                                                        | |
| Pahalia                             |                                                                                   | cristianesimo                                                            | Troni                                                                           | Virtuosismo |
| Penemue                             |                                                                                   | Cristianesimo, Ebraismo                                                  | Osservatore                                                                     | |
| Fanuele                             |                                                                                   | Cristianesimo, Ebraismo                                                  | Arcangelo                                                                       | Pentimento e speranza |
| Poteri (tipo)                       |                                                                                   | Cristianesimo, Ebraismo                                                  | (tipo)                                                                          | |
| Poyel                               |                                                                                   | Cristianesimo, Ebraismo                                                  | Principato                                                                      | |
| Pravuil                             |                                                                                   | Ebraismo                                                                 | Arcangelo                                                                       | Lo scriba e il custode dei registri di Dio                                                                                           |
| Principati (tipo)                   |                                                                                   | Cristianesimo, Ebraismo                                                  | (tipo)                                                                          | |
| Ptahil                              | Quarta vita, Gabriel                                                              | Mandeismo                                                                | Uthra                                                                           | Creatore del mondo materiale |
| Puriel                              | Pyriel, Puruel, Pusiel, Pyruel, Purel                                             | Ebraismo                                                                 |                                                                                 | Esamina le anime di coloro che sono portati in paradiso                                                                              |
| Radueriel                           |                                                                                   | Ebraismo                                                                 |                                                                                 | Può creare angeli minori con una semplice espressione                                                                                |
| Raguele                             | Akrasiel, Raguil, Rakul, Raquel, Rasuil, Reuel, Rufael                            | Cristianesimo, Islam, Ebraismo                                           | Arcangelo                                                                       | Angelo della giustizia |
| Ramiel                              | Remiel                                                                            | Cristianesimo, Ebraismo                                                  | Arcangelo, Osservatore                                                          | Angelo delle visioni divine e guida delle anime verso il cielo                                                                       |
| Raffaello                           | Israfil (arabo, spesso associato)                                                 | Cristianesimo, Islam, Ebraismo, Yazdânismo                               | Arcangelo, leader delle Virtù, uno dei Serafini/Serafini                        | Nella tradizione cristiana, Raffaello esegue tutti i modi di guarigione                                                              |
| Raziel                              |                                                                                   | Ebraismo                                                                 | Arcangelo                                                                       | Custode dei segreti |
| Rikbiel                             |                                                                                   | Cristianesimo, Ebraismo                                                  | Cherubini                                                                       | |
| Sabriel                             |                                                                                   | Ebraismo                                                                 | Arcangelo                                                                       | Miracoli |
| Sachiel                             |                                                                                   | Cristianesimo, Ebraismo                                                  | Arcangelo, Cherubino                                                            | Ricchezza e carità |
| Sahaquiel                           |                                                                                   | Ebraismo                                                                 | Arcangelo                                                                       | Guardiano del quarto cielo |
| Sam Ziwa                            | Sam Mana Smira                                                                    | Mandeismo                                                                | Uthra                                                                           | |
| Samael                              |                                                                                   | Cristianesimo, Ebraismo                                                  | Arcangelo, Angelo della Morte, Angelo Caduto                                    | Morte e recupero di anime |
| Samyaza                             |                                                                                   | Ebraismo, manicheismo                                                    | Osservatore                                                                     | |
| Sandalfonte                         |                                                                                   | Cristianesimo, Islam, Ebraismo                                           | Arcangelo                                                                       | Protettore dei bambini non ancora nati (alcune fonti: "fratello gemello" di Metatron)                                                |
| Sarathiel                           |                                                                                   | cristianesimo                                                            | Arcangelo                                                                       | Disciplina e Penitenza |
| Sariel                              | Sarakiel, Saraqael, Sauriel, Seriel, Sourial, Suriel, Suriyel, Suruel, Surufel    | Cristianesimo, Islam, Ebraismo                                           | Arcangelo                                                                       | |
| Saureil                             | Saureil Qmamir Ziwa                                                               | Mandeismo                                                                | Uthra                                                                           | Angelo della morte |
| Schemhampharae                      |                                                                                   | Cristianesimo, Ebraismo                                                  |                                                                                 | Un elenco di 72 angeli dei 9 ordini corali, con significato esoterico legato ai nomi di Dio                                          |
| Selaphiel                           | Sealtiel, Selatiel                                                                | cristianesimo                                                            | Arcangelo                                                                       | Patrono della preghiera e del culto                                                                                                  |
| Serafino (tipo)                     | Serafino                                                                          | Cristianesimo, Islam, Ebraismo                                           | (tipo)                                                                          | |
| Serafino                            |                                                                                   | Cristianesimo, Ebraismo                                                  | serafino                                                                        | Protettore di Metatron, serafino di rango più elevato                                                                                |
| Shamnail                            |                                                                                   | Yazdanismo                                                               | Arcangelo                                                                       | |
| Shamsiel                            | Samsapeel, Shamshel, Shamshiel, Shashiel                                          | Cristianesimo, Ebraismo                                                  | Osservatore                                                                     | |
| Shihlun                             |                                                                                   | Mandeismo                                                                | Uthra                                                                           | Noto per la sua opposizione alla creazione del mondo materiale da parte di Ptahil e del suo assistente Uthras                        |
| Shilmai                             |                                                                                   | Mandeismo                                                                | Uthra                                                                           | Spirito guardiano della yardena celeste (fiume) nel Mondo della Luce                                                                 |
| Sidriel                             |                                                                                   | Ebraismo Cristianesimo Islam                                             | Arcangelo                                                                       | Gli angeli della giovinezza e della religione                                                                                        |
| Simat Hayyi                         |                                                                                   | Mandeismo                                                                | Uthra                                                                           | Tesoro della vita; moglie di Yawar Ziwa                                                                                              |
| Cori cantanti (tipo)                |                                                                                   | Ebraismo                                                                 | (tipo)                                                                          | |
| Tamiel                              | Kasdaye, Kasdeja, Kasyade                                                         | Cristianesimo, Ebraismo                                                  | Osservatore, angelo caduto                                                      | |
| Tarwan                              | Tarwan-Nhura                                                                      | Mandeismo                                                                | Uthra                                                                           | |
| Temeluco                            |                                                                                   | Cristianesimo, Ebraismo                                                  |                                                                                 | |
| Tennin (tipo)                       |                                                                                   | Buddismo giapponese                                                      |                                                                                 | |
| Troni (tipo)                        |                                                                                   | Cristianesimo, Ebraismo                                                  | (tipo)                                                                          | |
| Turail                              |                                                                                   | Yazdanismo                                                               | Arcangelo                                                                       | |
| Turiel                              |                                                                                   | Cristianesimo, Ebraismo                                                  | Osservatore                                                                     | |
| Urfeil                              |                                                                                   | Mandeismo                                                                | Uthra                                                                           | Nominato da Yawar Ziwa a est per vegliare su Ur                                                                                      |
| Uriel                               |                                                                                   | Cristianesimo, Ebraismo                                                  | Arcangelo, uno dei serafini                                                     | "El/Dio è la mia luce"; mecenate delle Arti                                                                                          |
| Uziel                               |                                                                                   | Ebraismo                                                                 | Arcangelo                                                                       | |
| Vasiaria                            |                                                                                   | Cristianesimo, Ebraismo                                                  | Domini                                                                          | |
| Vehuel                              |                                                                                   | Cristianesimo, Ebraismo                                                  | Principato                                                                      | |
| Verchiel                            |                                                                                   | Cristianesimo, Ebraismo, Islam                                           | Arcangelo, condottiero del Principato                                           | "Potere di Dio"; Arcangelo dell'orgoglio, della grazia e della bellezza                                                              |
| Virtù (tipo)                        |                                                                                   | Cristianesimo, Ebraismo                                                  | (tipo)                                                                          | |
| Osservatore (tipo)                  | Grigori                                                                           | Cristianesimo, Ebraismo                                                  | (tipo)                                                                          | |
| Assenzio                            |                                                                                   | cristianesimo                                                            |                                                                                 | guerra |
| Yadathan                            |                                                                                   | Mandeismo                                                                | Uthra                                                                           | Guardiano del "primo fiume", si trova alla Porta della Vita                                                                          |
| Yaribol                             |                                                                                   | Antica religione cananea                                                 | Angelo del dio Baal Hadad                                                       | Sorgenti |
| Yawar Ziwa                          | Yawar Kasia, Yawar Rabba                                                          | Mandeismo                                                                | Uthra                                                                           | Personificazione della luce |
| Yomiel                              | Jomjael, Yomyael                                                                  | Cristianesimo, Ebraismo                                                  | Osservatore                                                                     | |
| Yufin-Yufafin                       |                                                                                   | Mandeismo                                                                | Uthra                                                                           | |
| Yukabar                             | Yukabar-Kušṭa, Yukabar-Ziwa                                                       | Mandeismo                                                                | Uthra                                                                           | Aiuta Nbaṭ a combattere una ribellione contro Yushamin                                                                               |
| Yukašar                             | Yukašar-Kana                                                                      | Mandeismo                                                                | Uthra                                                                           | Fonte di splendore, raffigurato come il figlio di Ptahil                                                                             |
| Yurba                               | Shamish, Adonai                                                                   | Mandeismo                                                                | Uthra                                                                           | Il combattente; spesso menzionato come impegnato in una conversazione con Ruha                                                       |
| Yushamin                            | Seconda vita                                                                      | Mandeismo                                                                | Uthra                                                                           | Utra primordiale |
| Zachariel                           | Zahariel, Zerachiel                                                               | cristianesimo                                                            | Arcangelo                                                                       | |
| Zadkiel                             | Hesediel, Tzadkiel, Zadakiel, Zadchial, Zedekiel, Zedekul                         | Cristianesimo, Ebraismo                                                  | Arcangelo, capo dei Domini                                                      | "Giustizia di Dio"; arcangelo della libertà, della benevolenza, della misericordia e angelo protettore di tutti coloro che perdonano |
| Zagagel                             | Zathael, Natanaele, Akatriel                                                      | Giudeocristiano, ebraismo, yazdânismo                                    | Arcangelo, leader orientale dei Domini                                          | "Corona di Dio"; arcangelo del messaggero, della protezione, dei guardiani e dell'angelo protettore del valore e del coraggio.       |
| Zaphkiel                            | Tzaphkiel, Tzaphqiel, Zaphchial, Zaphiel, Zelel                                   | Cristianesimo, Ebraismo                                                  | Arcangelo, capo dei Troni                                                       | Il nome significa "conoscenza di Dio"                                                                                                |
| Zaqiel                              | Zavebe                                                                            | Cristianesimo, Ebraismo                                                  | Osservatore                                                                     | |
| Sofoniele                           |                                                                                   | Ebraismo                                                                 | Arcangelo                                                                       | |
| Zefon                               |                                                                                   | Ebraismo                                                                 |                                                                                 | |
| Zihrun                              | Zihrun-Uthra, Yusmir-Kana, Zihrun-Šašlamiel                                       | Mandeismo                                                                | Uthra                                                                           | Uthra di splendore, luce e gloria |
| Zuriel                              |                                                                                   | Cristianesimo, Ebraismo, Islam                                           | Arcangelo, capo della Virtù                                                     | Angelo custode della foresta e della natura                                                                                          |